# 9e brigade blindée (Royaume-Uni)
Pour les articles homonymes, voir 9e brigade.
La 9th Armoured Brigade est par la rédésignation de la 1st Cavalry Division, une brigade de première ligne Yeomanry (cheval monté) de la Territorial Army (force réserviste) qui faisait partie de la the 1st Cavalry Division.
Elle a été convertie en brigade blindé le 3 août 1941 dans le Moyen-Orient, et rejoint la 10th Armoured Division. Elle participa notamment à la Seconde bataille d'El Alamein (commandée par John Cecil Currie) et à la Campagne d'Italie.
Elle sera dissoute en même temps que la Territorial Army dont elle faisait partie en 1967.